# Lacanobia radix
Lacanobia radix là một loài bướm đêm trong họ Noctuidae.